# Desmopachria isthmia
Desmopachria isthmia är en skalbaggsart som beskrevs av Young 1981. Desmopachria isthmia ingår i släktet Desmopachria och familjen dykare. Inga underarter finns listade i Catalogue of Life.